# Supercopa de España 1985
La Supercopa de España 1985 è stata la quarta edizione della Supercoppa di Spagna.
Si è svolta nell'ottobre 1985 in gara di andata e ritorno tra il Barcellona, vincitore della Primera División 1984-1985, e l'Atlético Madrid, vincitore della Coppa del Re 1984-1985.
A conquistare il titolo è stato l'Atlético Madrid che ha vinto la gara di andata a Madrid per 3-1 e ha perso quella di ritorno a Barcellona per 1-0.

## Partecipanti
| Squadre         | Qualificazione                             | Partecipazioni precedenti (il grassetto indica la vittoria) |
| --------------- | ------------------------------------------ | ----------------------------------------------------------- |
| Barcellona      | Vincitore della Primera División 1984-1985 | 1 (1983)                                                    |
| Atlético Madrid | Vincitore della Coppa del Re 1984-1985     | Nessuna                                                     |

## Tabellini

### Andata
| Arbitro: | Marín López |

|                                   |           |          |
| Cabrera 41’ Ruiz 52’ da Silva 77’ | Marcatori | 32’ Clos |

| Atlético Madrid | Barcellona |

| Atlético Madrid: |   |                              |     |     |
|                  |   |                              |     |     |
| P                | 1 | Ubaldo Fillol                |     |     |
| D                |   | Tomás Reñones                |     |     |
| D                |   | Juan Carlos Arteche          | 74’ |     |
| D                |   | Miguel Ángel Ruiz García (c) |     |     |
| C                |   | Clemente Villaverde          |     |     |
| C                | 7 | Roberto Marina               |     | 62’ |
| C                |   | Jesús Landáburu              |     |     |
| C                |   | Quique Setién                |     |     |
| C                |   | Quique Ramos                 |     |     |
| A                |   | Mario Cabrera                |     |     |
| A                |   | Juan José Rubio              |     | 71’ |
| Sostituzioni:    |   |                              |     |     |
| C                |   | Julio Prieto                 |     | 62’ |
| A                |   | Jorge da Silva               |     | 71’ |
| Allenatore:      |   |                              |     |     |
| Luis Aragonés    |   |                              |     |     |

| Barcellona:    |   |                         |     |
|                |   |                         |     |
| P              | 1 | Amador                  |     |
| D              |   | Gerardo                 | 75’ |
| D              |   | Migueli                 |     |
| D              | 4 | José Ramón Alexanko (c) |     |
| D              |   | Julio Alberto           |     |
| C              |   | Josep Moratalla         |     |
| C              |   | Víctor Muñoz            | 38’ |
| C              |   | Ramón María Calderé     | 54’ |
| A              |   | Juan Carlos Pérez Rojo  |     |
| A              |   | Marcos Alonso           |     |
| A              |   | Paco Clos               | 37’ |
| Allenatore:    |   |                         |     |
| Terry Venables |   |                         |     |

### Ritorno
| Arbitro: | Ildefonso Urízar |

|              |           |  |
| Alexanko 33’ | Marcatori |  |

| Barcellona | Atlético Madrid |

| Barcellona:    |   |                         |     |     |
|                |   |                         |     |     |
| P              | 1 | Urruti                  |     |     |
| D              |   | Josep Moratalla         |     |     |
| D              |   | Manolo                  |     |     |
| D              |   | José Ramón Alexanko     |     | 46’ |
| D              |   | Julio Alberto           |     |     |
| C              |   | Víctor Muñoz            |     |     |
| C              |   | Bernd Schuster          |     |     |
| C              |   | Marcos Alonso           | 56’ |     |
| A              |   | Francisco José Carrasco |     |     |
| A              |   | Raúl Amarilla           |     | 65’ |
| A              |   | Steve Archibald         |     |     |
| Sostituzioni:  |   |                         |     |     |
| D              |   | Esteve Fradera          |     | 46’ |
| A              |   | Pichi Alonso            |     | 65’ |
| Allenatore:    |   |                         |     |     |
| Terry Venables |   |                         |     |     |

| Atlético Madrid: |   |                              |             |     |
|                  |   |                              |             |     |
| P                | 1 | Ángel Jesús Mejías           | 78’         |     |
| C                |   | Julio Prieto                 | Ammonizione |     |
| D                |   | Juan Carlos Arteche          |             |     |
| D                |   | Miguel Ángel Ruiz García (c) |             |     |
| D                |   | Tomás Reñones                |             |     |
| C                |   | Roberto Marina               |             |     |
| C                |   | Jesús Landáburu              |             |     |
| C                |   | Quique Setién                |             | 46’ |
| C                |   | Quique Ramos                 |             |     |
| A                |   | Mario Cabrera                |             |     |
| A                |   | Jorge da Silva               |             | 59’ |
| Sostituzioni:    |   |                              |             |     |
| C                |   | Clemente Villaverde          |             | 46’ |
| A                |   | Juan José Rubio              |             | 59’ |
| Allenatore:      |   |                              |             |     |
| Luis Aragonés    |   |                              |             |     |